# Papirus Rhinda
Papirus Rhinda  (ang. Rhind papyrus, rzadziej Ahmes papyrus  (pol. „papirus Ahmesa”), także Rhind Mathematical Papyrus, RMP ) – jeden z najstarszych znanych dokumentów matematycznych, sporządzony w XVII w. p.n.e. przez królewskiego skrybę Ahmesa, zawierający przykłady rozwiązań dla problemów matematycznych z zakresu algebry i geometrii. Jego nazwa pochodzi od nazwiska jego odkrywcy – brytyjskiego egiptologa Alexandra Henry'ego Rhinda (1833–1863), który zakupił go w 1858 roku. Dwie części papirusu przechowywane są w Muzeum Brytyjskim w Londynie, a niewielkie jego fragmenty znajdują się w Brooklyn Museum w Nowym Jorku.

## Historia
Papirus został odkryty w Tebach w połowie XIX w., najprawdopodobniej w komnacie zrujnowanej budowli w pobliżu Ramesseum . Najprawdopodobniej wówczas został podzielony na dwie części, by zwiększyć jego wartość rynkową . Podczas dzielenia od rękopisu oddzieliły się niewielkie fragmenty z końca sekcji, która dotyczy upraszczania ułamków, a także z początku sekcji, która ukazuje sprawiedliwy podział jednego, dwóch, sześciu, siedmiu, ośmiu i dziewięciu bochenków chleba między dziesięciu mężczyzn.
Dwie części papirusu zostały zakupione w Egipcie w 1858 roku przez brytyjskiego egiptologa Alexandra Henry'ego Rhinda (1833–1863). Po jego śmierci zostały nabyte w 1865 roku przez Muzeum Brytyjskie w Londynie .
W 1862 roku amerykański marszand sztuki starożytnej Edwin Smith (1822–1906) zakupił fragmenty papirusu Rhinda oraz papirus z tekstem medycznym (tzw. Papirus Edwina Smitha). Spadkobiercy Smitha przekazali obydwa obiekty New-York Historical Society. W 1949 roku kolekcję egipską New-York Historical Society zakupiło Brooklyn Museum i odtąd fragmenty papirusu Rhinda znajdują się zbiorach muzeum w Nowym Jorku.
Po raz pierwszy tekst papirusu został opublikowany w 1877 rok u przez niemieckiego egiptologa Augusta Eisenlohra (1832–1902), który przedstawił kopię rękopisu, jego transliterację, transkrypcję oraz tłumaczenie na język niemiecki, opatrzone jego komentarzem. W 1923 roku nowe opracowanie wydał brytyjski egiptolog T. Eric Peet (1882–1934), a latach 1927 i 1929 kolejne opracowania wydali matematycy z Uniwersytetu Browna.

## Opis
Datowany na Drugi Okres Przejściowy, papirus został napisany w hieratyce przez pisarza Ahmesa . Autor opatrzył go z jednej strony datą: 33 rok panowania Apopiego, przedostatniego króla XV dynastii  – ok. 1550 roku p.n.e. Po drugiej stronie rękopisu wspomniany jest 11 rok, jednak bez podania imienia panującego władcy, lecz z odniesieniem do zdobycia miasta Heliopolis . Rękopis stanowi kopię wcześniejszego, obecnie zaginionego lub już nieistniejącego, dokumentu – prawdopodobnie z okresu Średniego Państwa.
Dwie główne części przechowywane w Muzeum Brytyjskim różnią się wymiarami – pierwsza część (oznaczona w systemie katalogowym muzeum jako BM10057) ma 295,5 cm długości i 32 cm szerokości a druga część (oznaczona w systemie katalogowym jako BM10058) ma 199,5 cm długości i 32 cm szerokości . Długość brakującej części szacowana jest na ok. 18 cm. Fragmenty w Brooklyn Museum (3 większe i 12 mniejszych) mają niewielkie rozmiary – wymiary największego z nich to 16 x 8,5 cm.
Papirus jest prawdopodobnie podręcznikiem do matematyki, który był używany przez skrybów do nauki rozwiązywania określonych problemów poprzez spisywanie konkretnych przykładów . Zawiera 84 problemy matematyczne, wraz z tabelami obliczeniowymi, ukazując działania dzielenia i mnożenia, obliczanie ułamków oraz obliczanie objętości i powierzchni figur geometrycznych . Jednym z problemów omówionych w rękopisie jest wyliczanie kąta nachylenia piramid przy pomocy sekedu oraz kwadratura koła.
Tytuł rękopisu zapisany jest w kolorze czerwonym, którym zaznaczono również początki poszczególnych sekcji spisanych w kolorze czarnym.